# 間宮綱信
間宮 綱信（まみや つなのぶ、天文5年（1536年） - 慶長14年10月10日（1609年11月6日））は、戦国時代から江戸時代の武将。

## 人物
北条氏照の重臣であった。後北条氏が滅亡すると徳川家康に仕えた。武蔵国久良岐郡氷収沢郷（現在の横浜市磯子区）に500石を与えられ、子孫は旗本となったという。